# Economía de Colombia
La economía de Colombia es la cuarta más grande de América Latina, según el producto interno bruto. Destaca en el ámbito internacional por su solidez y dinamismo, reflejado en el importante crecimiento que ha experimentado en las últimas décadas en la exportación de mercancía y por el atractivo que ofrece a la inversión extranjera. Es la cuarta economía más grande de América Latina, tras Brasil, México y Argentina y se ha convertido en uno de los principales mercados para la inversión extranjera directa en la región. A nivel global se encuentra dentro de las 30 mayores del mundo.
Hasta los años 50 e incluso hasta la década anterior, el principal medio de Colombia para obtener divisas se centró principalmente en las ventas externas de café. Sin embargo, existen varios sectores que hicieron que Colombia fuera uno de los países más reconocidos por su producción, como son las esmeraldas y la floricultura. También se destacan los sectores de la industria automotriz, textiles y es un gran exportador de oro, zafiros y diamantes, entre otros productos.
Colombia participa en varias organizaciones y comunidades internacionales en busca de cooperación y consolidación de acciones para el desarrollo económico. A nivel global, forma parte de la Organización Mundial del Comercio (OMC), la Organización para la Cooperación y el Desarrollo Económicos (OCDE) y del bloque de países emergentes CIVETS (Colombia, Indonesia, Vietnam, Egipto, Turquía y Sudáfrica). A nivel continental, es integrante de organizaciones como el Banco Interamericano de Desarrollo (BID), la Comunidad Andina de Naciones (CAN), la Unión de Naciones Suramericanas (UNASUR) y, de manera reciente, la Alianza del Pacífico.

## Historia

### Periodo Prehispánico
La agricultura de subsistencia era la principal actividad productiva en la economía prehispánica. Otras actividades que también tenían importancia en la economía prehispánica en Colombia eran la explotación de yacimientos minerales (especialmente de oro y sal), y la elaboración de textiles, cerámica y artículos de orfebrería. La posesión y el trabajo de la tierra, al igual que la explotación de minas, era de carácter colectivo o comunitario no aplicando el concepto de propiedad privada en esos casos. En las sociedades prehispánicas de Colombia no existía la moneda, de forma que los excedentes de producción se intercambiaban por medio del trueque.

### Periodo Colonial
El periodo económico colonial se caracterizó por la dependencia de las directivas de la metrópoli española. A diferencia poder del periodo prehispánico colombiano, el intercambio en la colonia adquirió un carácter comercial y monetario.
| Sector      | Pesos Plata | Participación |
| ----------- | ----------- | ------------- |
| Agricultura | ~14 000     | 55.6 %        |
| Artesanía   | ~3 500 000  | 13.9 %        |
| Minería     | ~3 000      | 11.9 %        |
| Gobierno    | ~2 576 000  | 10.2 %        |
| Transporte  | ~1 115 000  | 4.4 %         |
| Comercio    | ~1 085 000  | 4.0 %         |
| Total       | ~25 346 000 |               |

Con una población estimada de 938 580 habitantes, se calcula que el PIB per cápita en el virreinato de la Nueva Granada fue de veintisiete pesos plata en el año 1800. Un peso de plata equivale a 11.25 dólares estadounidenses de 1985. O a 26.83 dólares estadounidenses de 2019.
En la última década de su dominio (1800‑1810) los ingresos de la Corona fueron equivalentes a aproximadamente el 10 % del PIB del virreinato alcanzando anualmente en promedio la suma de 2.4 millones de pesos plata, de los cuales unos 770 000 (32 %) provenían de los estancos de tabaco y aguardiente.
El oro extraído en las provincias de Popayán y Antioquia llegó a constituir el 85 % de las exportaciones de la Nueva Granada, y aunque los gobernantes españoles incentivaron el comercio libre entre los virreinatos, nunca lograron consolidarlo; la Corona intentó limitar el poder de los consulados o gremios de comerciantes de Cádiz y Sevilla sobre el comercio con la metrópoli, y el del consulado de Cartagena sobre la distribución de las mercancías de ultramar en el interior de la colonia, pero no promovió una apertura a fondo ni propició una mayor competencia. Sin embargo, el Virreinato de la Nueva Granada logró un notable crecimiento económico durante la segunda mitad del siglo XVIII, que se frenó desde 1808 con el colapso de España a causa de la invasión y la guerra contra las fuerzas de Napoleón. El crecimiento luego se tornó negativo debido a la interrupción del comercio, las cruentas guerras de Independencia, la decadencia del esclavismo y el estancamiento del comercio internacional.

### Desde la independencia hasta finales delsigloXIX
La independencia inauguró un proceso de inestabilidad política que resultó costoso, aunque se inició una serie de reformas que empezaron a modernizar la economía de la nueva república. Para Colombia, el siglo XIX estuvo enmarcado por una lenta transición al capitalismo mundial, supeditada a las condiciones y la disposición de las oportunidades que ofreció el desarrollo del capitalismo en los países del Atlántico Norte en proceso de industrialización, el crecimiento en la demanda de productos primarios y los flujos de capital. Después de la independencia, la lucha entre librecambistas y proteccionistas generó nueve guerras civiles. Durante ese periodo no se presentaron cambios básicos en la estructura de la propiedad de la tierra en el país, persistiendo las haciendas esclavistas o señoriales, por lo menos hasta mediados del siglo en lo que a la esclavitud se refiere. El deterioro republicano contrastó con un período de prosperidad colonial entre 1750 y 1808. Así, hasta 1845 la economía nacional se contrajo como resultado de las guerras, el desorden territorial e institucional, y el colapso del orden comercial español.
Por otra parte, la deuda externa colombiana se inició en 1820, cuando el vicepresidente Francisco Antonio Zea, firmó un acuerdo con los acreedores británicos, reconociendo las obligaciones contratadas durante el periodo de la independencia, sobre todo por Luis López Méndez. Posteriormente Zea obtuvo otro crédito de 2 millones de libras esterlinas, destinado en su mayor parte a pagar la deuda pendiente. Sin embargo, ante la difícil situación fiscal, en 1824 el gobierno contrató un nuevo empréstito que no evitó que se presentara dos años después, otra crisis fiscal, como consecuencia del presupuesto de defensa y los bajos ingresos tributarios. Luego de contratar esos empréstitos, Colombia prácticamente perdió el acceso al mercado internacional de capitales por el resto del siglo.
Del mismo modo, primó un intercambio comercial desigual para el país. Llegaban más productos del extranjero de lo que Colombia podía vender en otros países. A lo largo del siglo el país importó gran variedad de bienes, pero los bajos precios de los textiles de algodón, los convirtieron en el ramo de importación más importante de Colombia en ese periodo. En este contexto, entre 1850 y 1880, Reino Unido suministró alrededor del 50 % de los bienes importados al país, mientras Francia aportó un 25 %. Durante gran parte de ese siglo el país intentó incluirse en la economía mundial al exportar oro, tabaco, quina, algodón y añil. Sin embargo, los ciclos de auge económico de estos productos eran cortos y, los ingresos producidos por ellos eran insuficientes, por lo que no lograron cumplir con la meta establecida. Así, el oro que había sido el principal producto de exportación durante la Colonia, siguió siendo el producto de exportación más importante hasta mediados de siglo. Por su parte, el auge del tabaco como principal producto de exportación, tuvo un ciclo que duró de 1854 hasta 1876, cuando sus exportaciones se redujeron para no volver a recuperarse. Luego, el auge del añil hacia 1870, duró menos de una década, y la quina se convirtió en la década de 1880 en el principal producto de exportación, pero entró en decadencia rápidamente.
En medio de la inestabilidad institucional, se dirimió la histórica disputa entre comerciantes y artesanos en la Guerra civil de 1854, en la cual el artesanado fue derrotado, previa alianza de un grupo liberal y el partido conservador. Esta guerra tradujo las tensiones entre la naciente industria manufacturera y los comerciantes importadores, desarrolladas paralelamente con un proceso de expansión de las fronteras agrícolas, encarnado en fenómenos como la colonización Antioqueña, y el desarrollo de las infraestructuras. En este punto, el río Magdalena se convirtió el eje del sistema de transportes por el cual entraban y salían desde los puertos atlánticos de Cartagena de Indias y Barranquilla (Sabanilla) los bienes importados y los productos agrícolas de exportación, en un sistema dependiente de una sola ruta a la que se unían tramos de ferrocarril y caminos.
En cuanto a la renta per cápita, esta aumentó cerca del 20 % entre 1850 y 1880, a un ritmo de 0.5 % anual. En el mismo periodo, las exportaciones pasaron de tres a veinte millones de pesos oro, pero se estancaron hasta el final del siglo y la economía volvió a contraerse. Para ese entonces, el saldo de la deuda externa era de quince millones de pesos de oro (aproximadamente tres millones de dólares, o seis mil millones de pesos colombianos). Los empréstitos externos en 1898 y 1899 tenían por objetos financiar la conversión del papel moneda a billetes con respaldo en oro.

### Desde la independencia hasta finales del

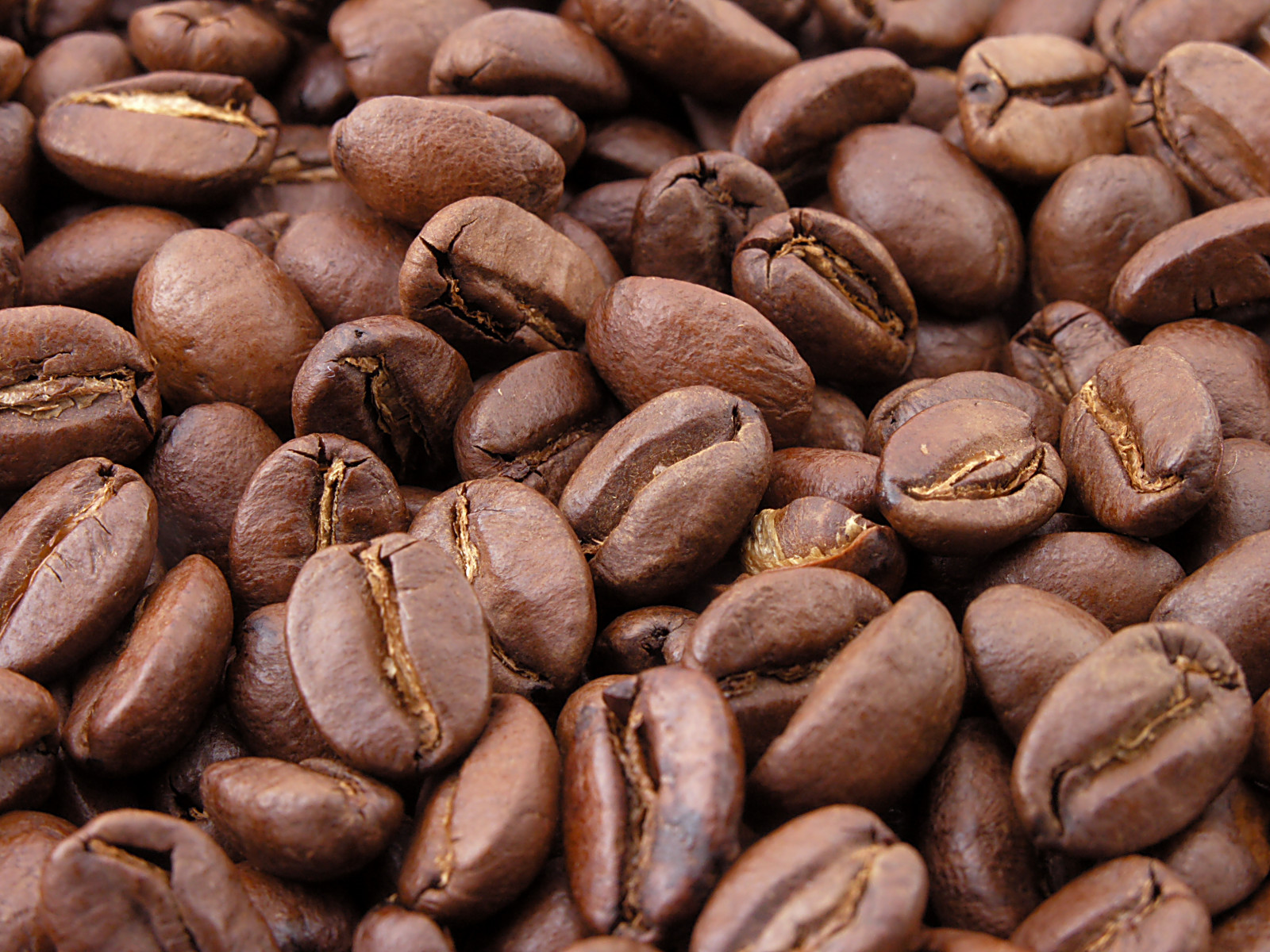
El café ha sido, tradicionalmente, uno de los principales productos de exportación de Colombia.

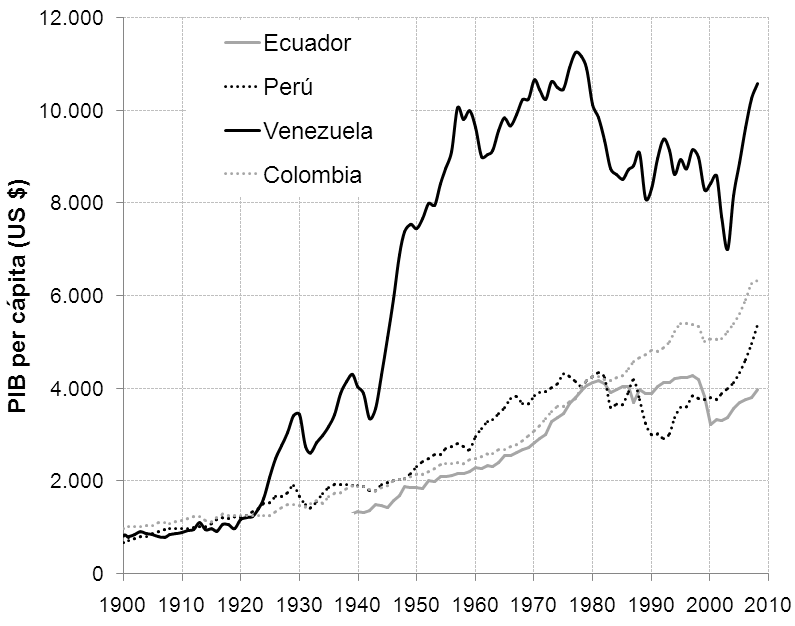
Comparación del PIB per cápita nominal de Colombia, Ecuador, Perú y Venezuela en el último siglo, basado en "Población mundial, producto interno bruto y produto interno bruto per cápita, 1-2010 AD (en inglés).

### El "despegue cafetero" (junio -1900-mayo 1928)
Al comenzar el siglo, el café ya había tomado posición como el producto básico de la economía de Colombia en el campo de las exportaciones. El abanico de los productos exportados era muy limitado: el café supuso casi el 85 % de las exportaciones resultando este hecho empobrecedor para la economía exterior colombiana. Alemania, Reino Unido y Estados Unidos, fueron los principales compradores de los productos exportados por Colombia, pero Estados Unidos representa el máximo porcentaje, alcanzando en algunos períodos, como por ejemplo en 1917 más del 80 % de las exportaciones.
El desarrollo del sector cafetero permitió el crecimiento del mercado interno y un mejoramiento en la red de comunicaciones que favoreció una cierta integración de los diversos mercados regionales. Sin embargo, las dificultades geográficas crearon un sistema de transportes con escaso desarrollo del mercado interno al punto que hasta bien entrado el siglo XX la mayor parte del transporte se hacía a través de caminos de herradura, con diseños que se trazaban sin ninguna técnica, siguiendo las crestas de las montañas muchas de las veces intransitables en las temporadas de invierno. Tampoco hay que olvidar la frecuente utilización de cargueros humanos, más seguros cuando se trataba de transportar a otras personas.

### Crisis mundial: la Gran Depresión (1929-1945)
La producción cafetera durante los años 1930 se mantuvo dinámica, gracias a las exportaciones realizadas a los Estados Unidos y a Alemania, pero la sobreproducción brasileña afectó negativamente los precios mundiales del grano. En esa década la industria manufacturera colombiana inició su despegue con base esencialmente en la producción de bienes de consumo, que resultaba adecuada para un mercado pequeño como el colombiano, dada la imposibilidad de asumir la eventual producción de bienes intermedios y de capital.
La crisis mundial iniciada con el colapso financiero de 1929 y su profundización causada por la Segunda Guerra Mundial, afectó el comportamiento económico de Colombia. Los acontecimientos auspiciaron la adopción de una serie de medidas proteccionistas encaminadas a evitar la competencia contra industrias dinámicas en la época, como era el caso de la industria textil. Cabe destacar que las diversas medidas adoptadas en el frente monetario, cambiario, fiscal y externo -principalmente mediante el manejo de aranceles y el establecimiento de un control directo sobre las importaciones- y cafetero se llevaron a cabo al margen de cualquiera de los preceptos teóricos que florecían por la época, especialmente de las visiones keynesianas y más tarde las cepalinas.

### Entre 1945 y 1989
El comportamiento macroeconómico en la primera mitad de los años cincuenta se vio beneficiado por los elevados precios del café, que favoreció la disponibilidad de recursos y, por tanto, el financiamiento de sectores como la industria. El posterior colapso de los precios del café y la consiguiente ausencia de recursos para financiar el desarrollo industrial, llevaron a que a finales de los cincuenta y comienzos de los sesenta se reforzaran medidas proteccionistas como las que habían sido adoptadas años atrás. Sin embargo, la escasa diversificación de la base exportadora y la amplia evidencia de la excesiva dependencia del café para acceder a divisas, planteó la necesidad de iniciar un proceso de promoción de exportaciones. Así, en esta ocasión el proteccionismo implantado estuvo acompañado por unas medidas encaminadas a promover las exportaciones de productos no tradicionales, especialmente industriales.
Gracias a esta medida, durante la segunda mitad del siglo XX el PIB se multiplicó por cuatro. Sin embargo, en relación con el gasto público, durante los años 1950-80 se produjeron déficits seguidos de superávits económicos, lográndose finalmente superar el nivel de superávit del inicio del periodo. Así mismo, la economía colombiana mantuvo niveles de inflación tolerables, siendo el más alto el 36 % anual, a principios de la década de los setenta. Por tanto, el fuerte impacto de la caída económica en los años 80 que se dio en la región no tuvo consecuencias totalmente directas en Colombia, debido a la influencia de los recursos en divisas extranjeras (principalmente dólares) provenientes del narcotráfico, con los que se sobrellevó la situación, aunado con el desempeño en general excelente de la industria local. En esa década la economía colombiana mantuvo su crecimiento en un promedio del 5 % anual.

### Desde 1990

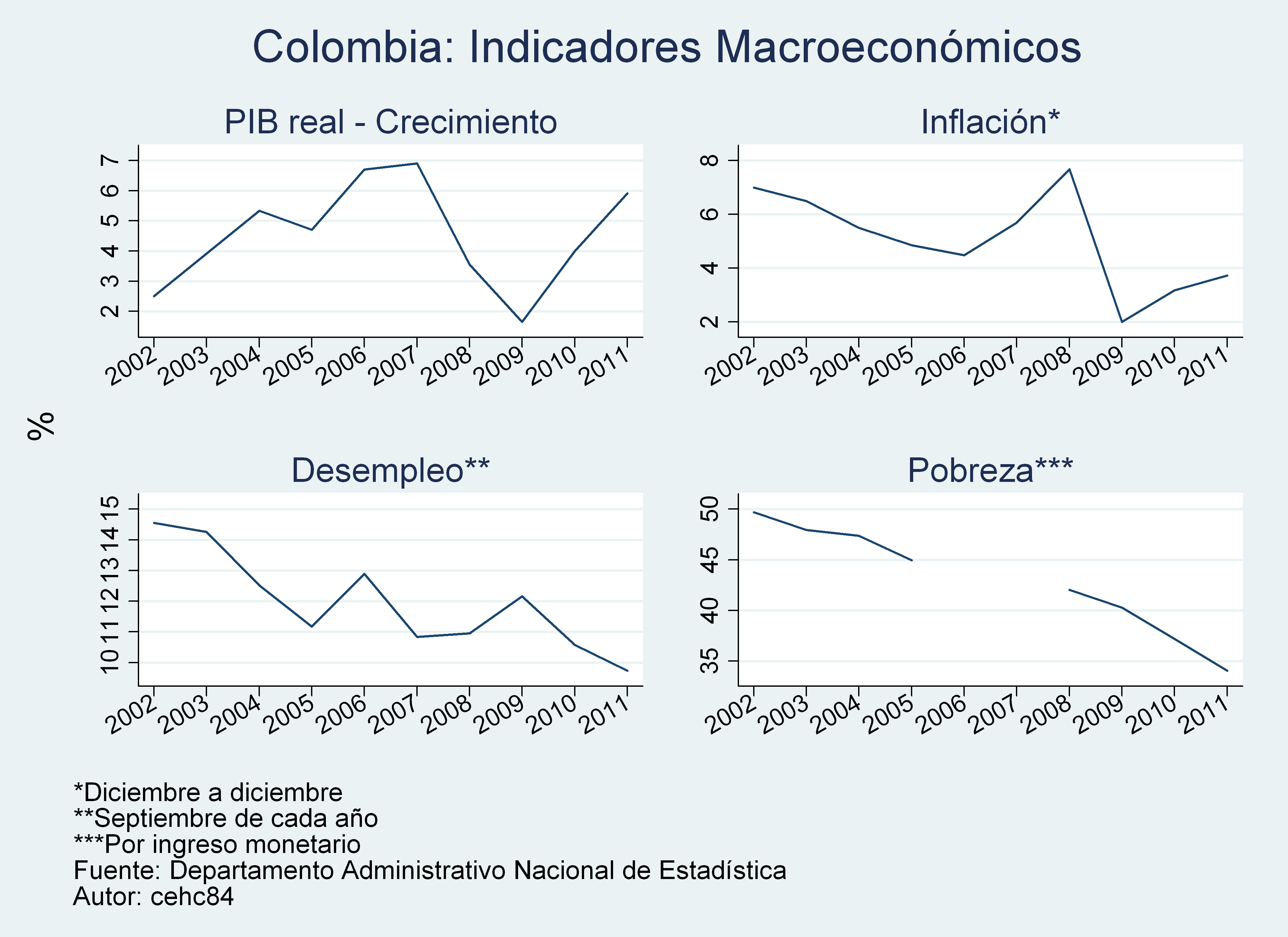
Colombia - Indicadores Macroeconómicos 2002-2011.

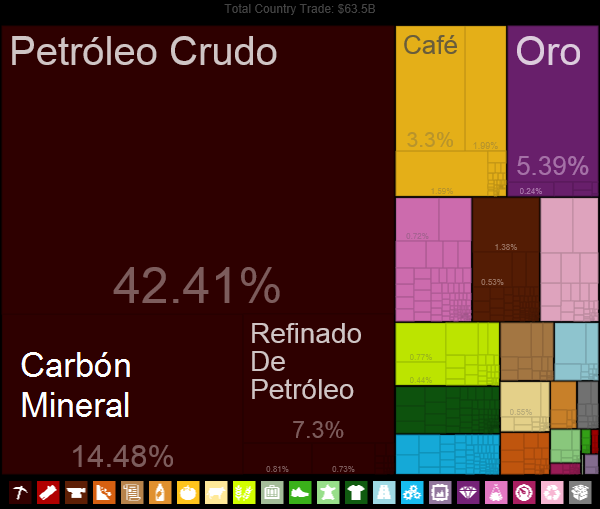
Composición actual de las exportaciones de Colombia en 2016.

Al entrar los noventa, se inició un nuevo periodo económico conocido como Apertura económica , que buscaba insertar al país en el proceso de globalización económica y como parte llamado Consenso de Washington (1989). La recesión mundial, destacada por la globalización y por la crisis de los países asiáticos, ha causado estragos en América Latina y afectado de manera grave a Colombia.
Si bien se ha logrado la meta de reducir la inflación a un dígito, los índices de desempleo, pérdida de poder adquisitivo, caída de la producción y del sector agropecuario, señalados por el DANE para 1999, son muy desfavorables. Sin embargo, para los tres primeros meses de 2000, se estimó una reactivación del 6 % en la producción industrial. En 2014 el desempleo en Colombia es de un dígito.
Pero, en 1998, la desaparición del UPAC, y la caída en las exportaciones tradicionales, condicionadas por el fuerte golpe a las economías asiáticas durante su crisis, hizo que el desempeño en dicha época fuera pésimo. Y con ello, el servicio de deuda tuvo un contradictorio resultado: Se contrajo, pero los costos de pago se vieron incrementados, llevando a aumentar la percepción de crisis, ya que, el gobierno, no teniendo recursos disponibles, tuvo que echar mano de empréstitos externos para poder sobrellevar la situación.
A marzo de 2000, el Banco de la República reveló que la deuda externa colombiana llegó a $36 000 millones, de los cuales 24 490 millones corresponden al sector público. El total de la deuda equivale al 41.3 % del PIB, lo cual, según los analistas nacionales e internacionales, «es preocupante» y explica al aumento en la severidad de los ajustes en la política económica y fiscal del Gobierno.
Desde inicios de la década de 1990, Colombia ha dejado de lado la sustitución de importaciones y ha abierto nuevos mercados.
Desde el 2002 el país ha tenido resultados económicos bastante positivos: la reducción de los índices de pobreza monetaria; un sostenido crecimiento económico y una gradual disminución del desempleo.

### Economía en la era del Post-Acuerdo con las FARC-EP
Una de las ventajas de los Acuerdos de paz entre el gobierno de Juan Manuel Santos y las FARC-EP fue el crecimiento en el turismo teniendo en cuenta un crecimiento sostenido de la tasa de visitantes extranjeros al país, considerando que en el año 2010, justo al iniciar el periodo del presidente Santos, había una entrada de divisas 3440 millones de dólares mientras que para el año 2017 generó una entrada de 5490 millones de dólares, lo que representó un aumento del 68 %.
De hecho, el presidente electo en 2018, Iván Duque Márquez, afirmó que el turismo se puede convertir en el nuevo petróleo de Colombia dado que las exportaciones del hidrocarburo se encuentran en 9000 millones de dólares mientras que el Banco de la República proyecta exportaciones por 7000 millones de dólares en turismo.

### Evolución histórica del PIB per cápita
| PIB per cápita de Colombia en Dólares                                  | PIB per cápita de Colombia en Dólares | PIB per cápita de Colombia en Dólares | PIB per cápita de Colombia en Dólares |
| ---------------------------------------------------------------------- | ------------------------------------- | ------------------------------------- | ------------------------------------- |
| Década de 1960 (Años 1960)                                             |                                       |                                       |                                       |
| Año                                                                    | PIB (millones USD)                    | PIB per Cápita (USD)                  | Población (habitantes)                |
| 1960                                                                   | 4041                                  | 245                                   | 16 480 383                            |
| 1961                                                                   | 4553                                  | 268                                   | 16 982 315                            |
| 1962                                                                   | 4969                                  | 284                                   | 17 500 171                            |
| 1963                                                                   | 4839                                  | 268                                   | 18 033 550                            |
| 1964                                                                   | 5992                                  | 322                                   | 18 581 974                            |
| 1965                                                                   | 5790                                  | 302                                   | 19 144 223                            |
| 1966                                                                   | 5453                                  | 276                                   | 19 721 462                            |
| 1967                                                                   | 5727                                  | 282                                   | 20 311 371                            |
| 1968                                                                   | 5919                                  | 283                                   | 20 905 059                            |
| 1969                                                                   | 6405                                  | 298                                   | 21 490 945                            |
| Década de 1970 (Años 1970)                                             |                                       |                                       |                                       |
| Año                                                                    | PIB (millones USD)                    | PIB per Cápita (USD)                  | Población (habitantes)                |
| 1970                                                                   | 7198                                  | 326                                   | 22 061 215                            |
| 1971                                                                   | 7820                                  | 346                                   | 22 611 986                            |
| 1972                                                                   | 8671                                  | 375                                   | 23 146 803                            |
| 1973                                                                   | 10 316                                | 436                                   | 23 674 504                            |
| 1974                                                                   | 12 370                                | 511                                   | 24 208 021                            |
| 1975                                                                   | 13 099                                | 529                                   | 24 756 973                            |
| 1976                                                                   | 15 341                                | 606                                   | 25 323 406                            |
| 1977                                                                   | 19 471                                | 752                                   | 25 905 127                            |
| 1978                                                                   | 23 264                                | 878                                   | 26 502 166                            |
| 1979                                                                   | 27 940                                | 1031                                  | 27 113 512                            |
| Década de 1980 (Años 1980)                                             |                                       |                                       |                                       |
| Año                                                                    | PIB (millones USD)                    | PIB per Cápita (USD)                  | Población (habitantes)                |
| 1980                                                                   | 46 784                                | 1645                                  | 28 447 000                            |
| 1981                                                                   | 50 969                                | 1753                                  | 29 080 000                            |
| 1982                                                                   | 54 583                                | 1837                                  | 29 718 000                            |
| 1983                                                                   | 54 249                                | 1787                                  | 30 360 000                            |
| 1984                                                                   | 53 581                                | 1728                                  | 31 004 000                            |
| 1985                                                                   | 48 877                                | 1587                                  | 30 794 000                            |
| 1986                                                                   | 48 944                                | 1557                                  | 31 433 000                            |
| 1987                                                                   | 50 948                                | 1588                                  | 32 092 000                            |
| 1988                                                                   | 54 925                                | 1676                                  | 32 764 000                            |
| 1989                                                                   | 55 384                                | 1656                                  | 33 443 000                            |
| Década de 1990 (Años 1990)                                             |                                       |                                       |                                       |
| Año                                                                    | PIB (millones USD)                    | PIB per Cápita (USD)                  | Población (habitantes)                |
| 1990                                                                   | 56 412                                | 1653                                  | 34 125 000                            |
| 1991                                                                   | 58 308                                | 1674                                  | 34 834 000                            |
| 1992                                                                   | 68 997                                | 1942                                  | 35 530 000                            |
| 1993                                                                   | 78 195                                | 2160                                  | 36 208 000                            |
| 1994                                                                   | 98 260                                | 2666                                  | 36 863 000                            |
| 1995                                                                   | 111 237                               | 2967                                  | 37 490 000                            |
| 1996                                                                   | 116 838                               | 3067                                  | 38 100 000                            |
| 1997                                                                   | 128 267                               | 3323                                  | 38 600 000                            |
| 1998                                                                   | 118 442                               | 3021                                  | 39 200 000                            |
| 1999                                                                   | 103 761                               | 2614                                  | 39 700 000                            |
| Década de 2000 (Años 2000)                                             |                                       |                                       |                                       |
| Año                                                                    | PIB (millones USD)                    | PIB per Cápita (USD)                  | Población (habitantes)                |
| 2000                                                                   | 99 875                                | 2479                                  | 40 296 000                            |
| 2001                                                                   | 98 201                                | 2406                                  | 40 814 000                            |
| 2002                                                                   | 97 946                                | 2370                                  | 41 329 000                            |
| 2003                                                                   | 94 645                                | 2262                                  | 41 849 000                            |
| 2004                                                                   | 117 092                               | 2764                                  | 42 368 000                            |
| 2005                                                                   | 146 547                               | 417                                   | 42 889 000                            |
| 2006                                                                   | 162 766                               | 3750                                  | 43 406 000                            |
| 2007                                                                   | 207 465                               | 4723                                  | 43 927 000                            |
| 2008                                                                   | 244 302                               | 5496                                  | 44 451 000                            |
| 2009                                                                   | 233 893                               | 5200                                  | 44 979 000                            |
| Década de 2010 (Años 2010)                                             |                                       |                                       |                                       |
| Año                                                                    | PIB (millones USD)                    | PIB per Cápita (USD)                  | Población (habitantes)                |
| 2010                                                                   | 286 954                               | 6305                                  | 45 510 000                            |
| 2011                                                                   | 335 437                               | 7785                                  | 46 045 000                            |
| 2012                                                                   | 369 430                               | 7931                                  | 46 582 000                            |
| 2013                                                                   | 380 170                               | 8068                                  | 47 121 000                            |
| 2014                                                                   | 378 323                               | 7938                                  | 47 662 000                            |
| 2015                                                                   | 291 530                               | 6048                                  | 48 203 000                            |
| 2016                                                                   | 282 357                               | 5803                                  | 48 653 000                            |
| 2017                                                                   | 309 191                               | 6273                                  | 49 292 000                            |
| 2018                                                                   | 327 978                               | 6562                                  | 49 887 000                            |
| 2019                                                                   | 355 163                               | 6645                                  | 49 974 090                            |
| Fuente Fondo Monetario Internacional (FMI) y Banco Mundial (BM) (2019) |                                       |                                       |                                       |

## Sectores Económicos
La economía colombiana se basa fundamentalmente en el mercado financiero e inmobiliario, el comercio y las industrias manufactureras de acuerdo con el DANE.

### Sector primario o agropecuario

#### Agricultura

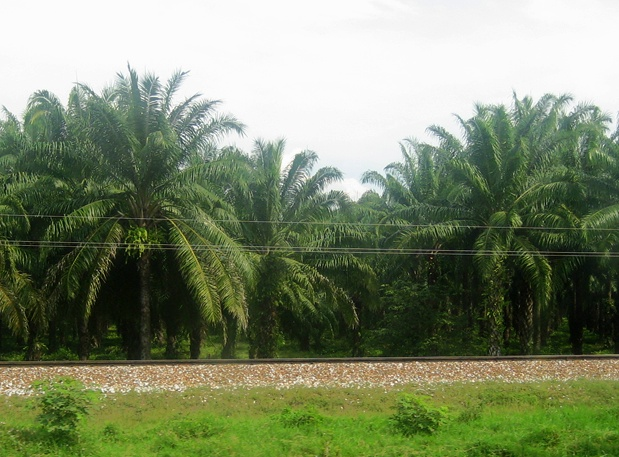
Plantación de palma en Magdalena. Colombia es uno de los 5 principales productores de aceite de palma del mundo.

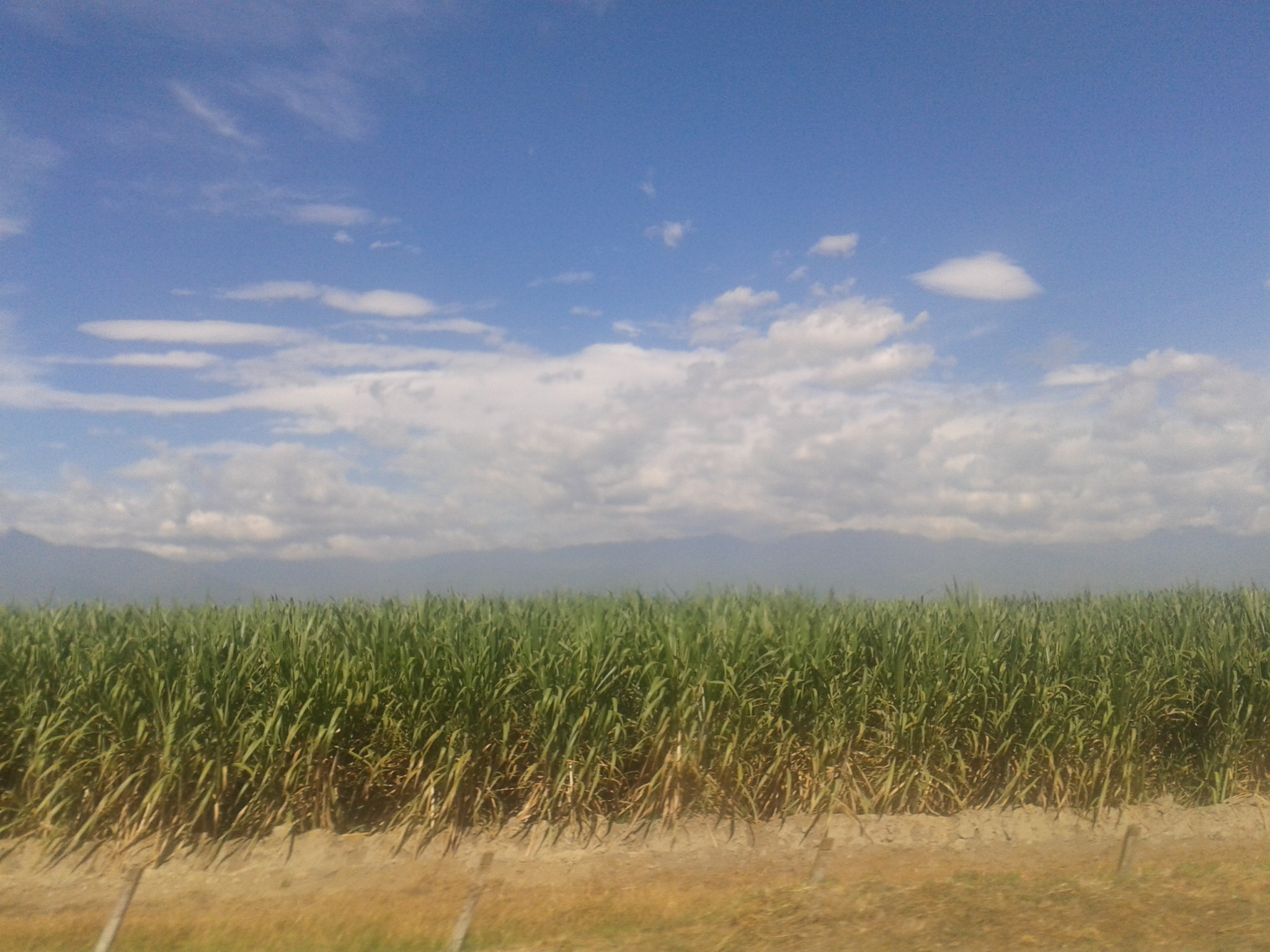
Caña de azúcar en Valle del Cauca. Colombia es uno de los 10 principales productores de caña de azúcar del mundo.

Colombia es uno de los 5 mayores productores del mundo de café, aguacate y aceite de palma, y uno de los 10 mayores productores del mundo de caña de azúcar, plátano, piña y cacao.
Colombia produjo, en 2018:
- 36.2 millones de toneladas de caña de azúcar (séptimo productor mundial)
- 5.8 millones de toneladas de aceite de palma (quinto productor mundial)
- 3.7 millones de toneladas de banano común
- 3.5 millones de toneladas de bananos para cocinar (cuarto productor mundial de banano en general)
- 720 000 toneladas de café (cuarto productor mundial, detrás de Brasil, Vietnam e Indonesia). Si bien su vecino Brasil es el mayor productor de café del mundo (3.5 millones de toneladas producidas en el mismo año), la publicidad realizada por el país desde hace décadas sugiere que el café colombiano es de mayor calidad, lo que genera mayor valor agregado al producto del país.[76] En el mismo año, Colombia produjo
- 3.3 millones de toneladas de arroz
- 3.1 millones de toneladas de patata
- 2.2 millones de toneladas de mandioca
- 1.3 millones de toneladas de maíz
- 900 000 toneladas de piña
- 670 000 toneladas de cebolla
- 527 000 toneladas de tomate
- 419 000 toneladas de ñame
- 338 000 toneladas de mango
- 326 000 toneladas de aguacate,
- además de producciones menores de otros productos agrícolas como naranja, mandarina, limón, papaya, frijoles, zanahoria, coco, sandía etc.[77]

La agricultura en Colombia es regulada dentro de las funciones del Ministerio de Agricultura y Desarrollo Rural del gobierno colombiano, que planea el desarrollo de la agricultura, donde ocupan un lugar importante la floricultura y los cultivos de banano.
Otros ítems evaluados muestran que, del total del suelo en el país, el 10.3 % se dedicó a bosques, el 7.3 % a la agricultura y el 2.1 % a otros usos.
En 2013 el área sembrada de los principales cultivos transitorios, como el fríjol o el maíz, aumentó el 1.0 %, al pasar de 828 983 hectáreas a 837 304 entre 2012 y 2013. La producción total de los Indica cuales son los sistemas económicos en Colombia y el mundo y explicando sus
principales rasgos. fue de 4.9 millones de toneladas, incluidas las hortalizas, lo que supuso un aumento del 9.7 % con respecto al año anterior.
Por otra parte, también en 2013, el área dedicada a cultivos permanentes, como el café o la caña de azúcar, fue de 1.4 millones de hectáreas, lo que representó un aumento en la producción de un 1.6 %, con respecto a 2012, hasta alcanzar los 5.2 millones de toneladas.

##### El café

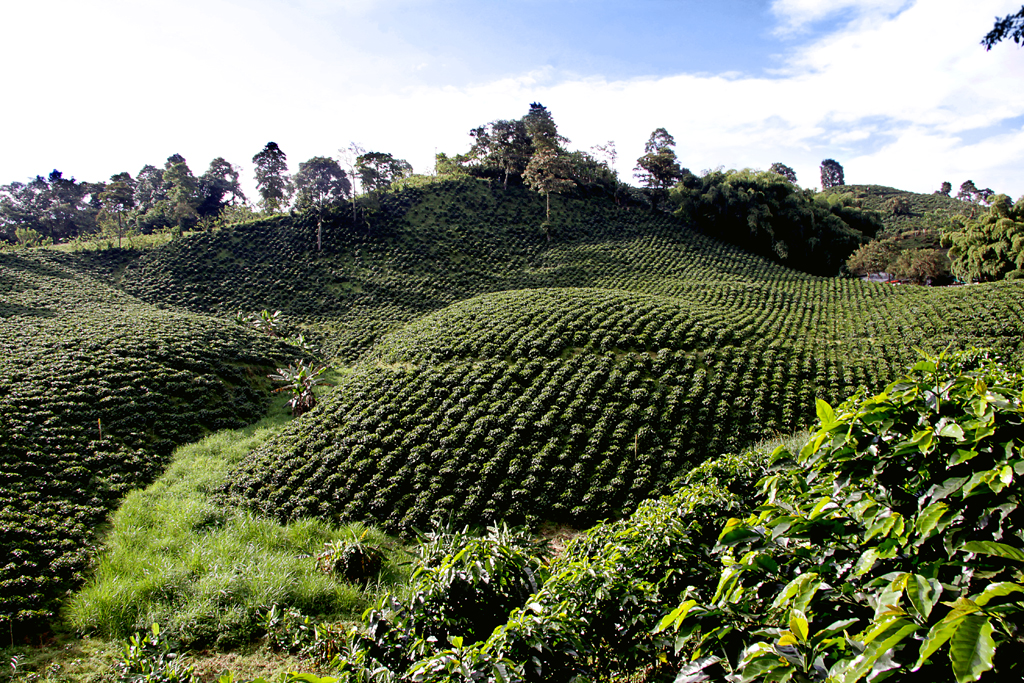
Cafetales,Triángulo del Café. Colombia es uno de los 5 principales productores de café del mundo.

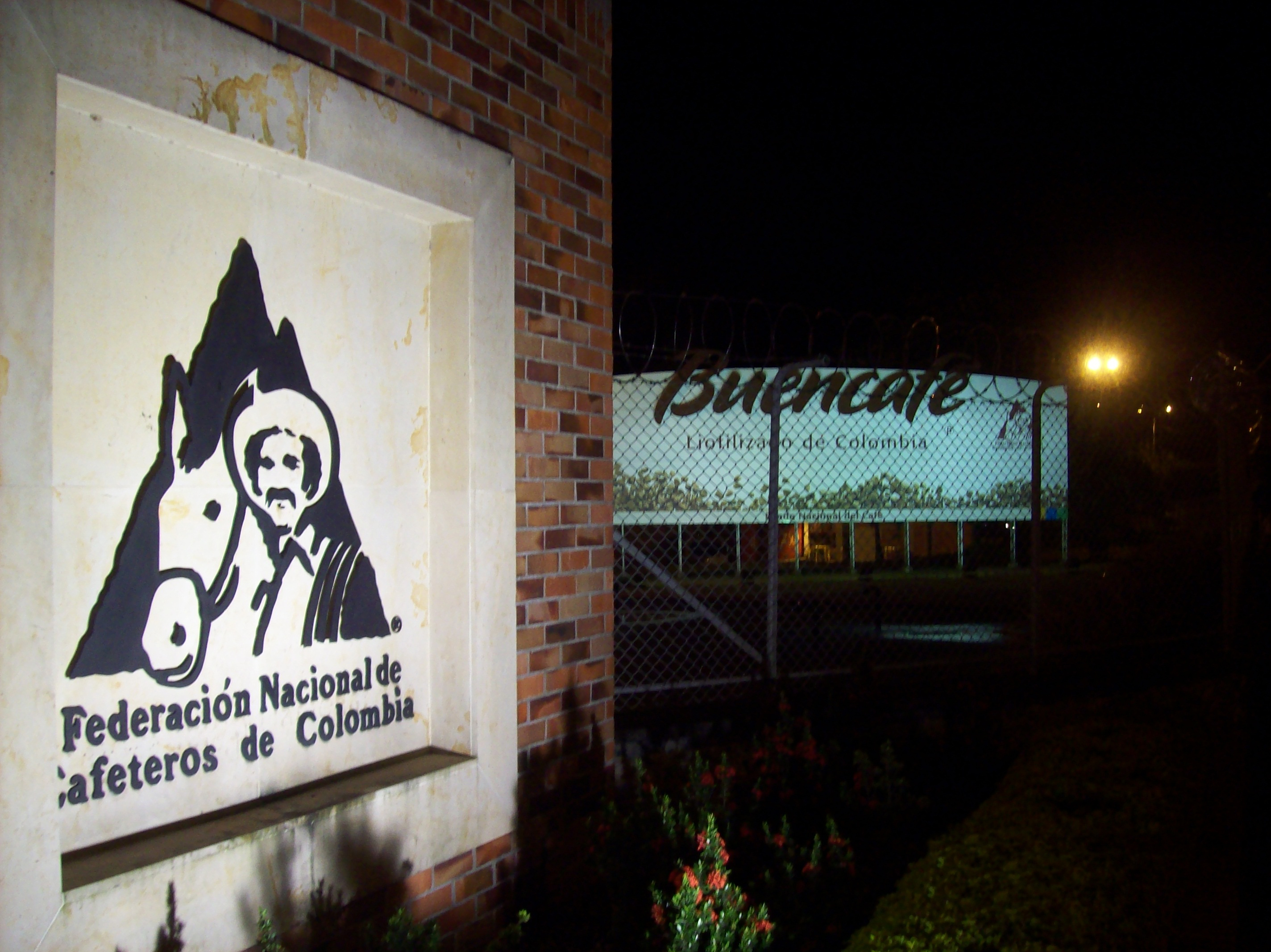
Fábrica de Café Liofilizado Buencafé, en Chinchiná, Caldas. La publicidad realizada a lo largo de las décadas ha dado fama mundial al café colombiano.

Una de las actividades económicas más tradicionales en Colombia es el cultivo de café, siendo el tercer productor mundial en 2014; el mismo ha sido parte central de la economía de Colombia desde principios del siglo XX y le ha valido reconocimiento internacional gracias a la calidad del grano. Sin embargo, su importancia y su producción han variado en los últimos años: en 2011, se produjeron 7.8 millones de sacos, lo que representó una caída del 12 % frente a 2010, pero en el periodo comprendido entre marzo de 2017 y febrero de 2018 se mostró una producción de 13.97 millones de sacos.
El país exporta alrededor de 560 000 toneladas al año, que equivalen aproximadamente al 85 % de su producción. El café verde sin descafeinar representa el 99.64 % del total de las exportaciones de ese producto. Sin embargo, hay otros dos productos: café sin tostar descafeinado y Café tostado sin descafeinar molido. Estados Unidos, Alemania y Japón son los principales compradores de café verde con una participación de 64 % en el total exportado por Colombia, seguidos en orden de importancia por Canadá, Bélgica y Luxemburgo, Países Bajos, Francia, Suecia, España, Italia y Reino Unido.
Desde 1927, la Federación Nacional de Cafeteros ha tecnificado y fomentado los cultivos mediante la selección de calidades. Asimismo, ha regulado las exportaciones y defendido los precios en los mercados extranjeros.

#### Ganadería

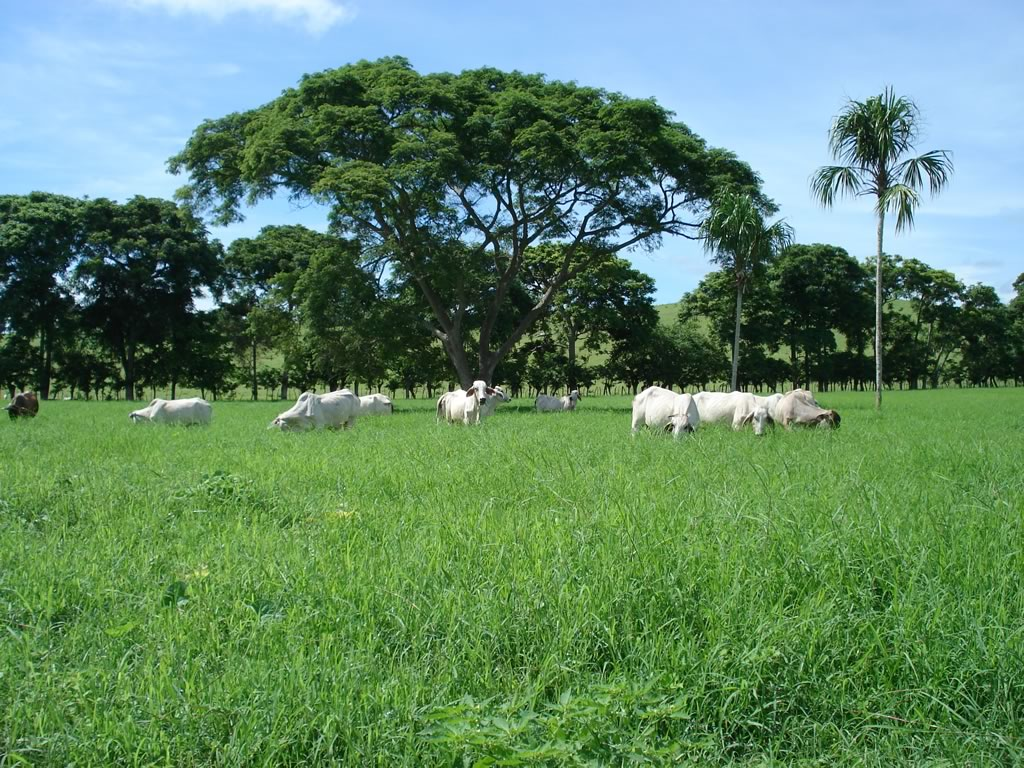
Ganadería en el departamento de Córdoba. Colombia es uno de los 20 mayores productores de carne de vacuno del mundo

En la producción de carne de res y carne de pollo, Colombia se encuentra entre los 20 mayores productores del mundo.
En Colombia, la explotación y crianza de ganado vacuno, se efectúa en fincas pequeñas y en grandes haciendas. Blanco orejinegro, casanareño, costeño con cuernos, romosinuano, chino santandereano y hartón del Valle, son las razas colombianas de mayor producción.
En 2013, la ganadería ocupó el 80 % del suelo productivo de Colombia. El sector ganadero es uno de los más sobresalientes en zonas como la región Caribe, donde siete departamentos tienen a la ganadería como primera vocación. También en Antioquia, donde está el mayor inventario ganadero del país, el departamento tenía ese año el 11 % de las cabezas de ganado de Colombia, y según el inventario ganadero, en 2012 los antioqueños contaban alrededor de 2 268 000 cabezas de ganado.
También en 2013, la cabaña bovina de Colombia alcanzó los 20.1 millones de cabezas de ganado, de los cuales 2.5 millones (12.5 %), fueron vacas de ordeño. Además, la producción lechera total del país fue de 13.1 millones de litros.
Por otra parte, el aumento en las importaciones de carne de cerdo, los elevados precios de los insumos y la desaceleración de la economía nacional, produjeron una crisis en la crianza del ganado porcino de Colombia en 2015.

### Sector secundario

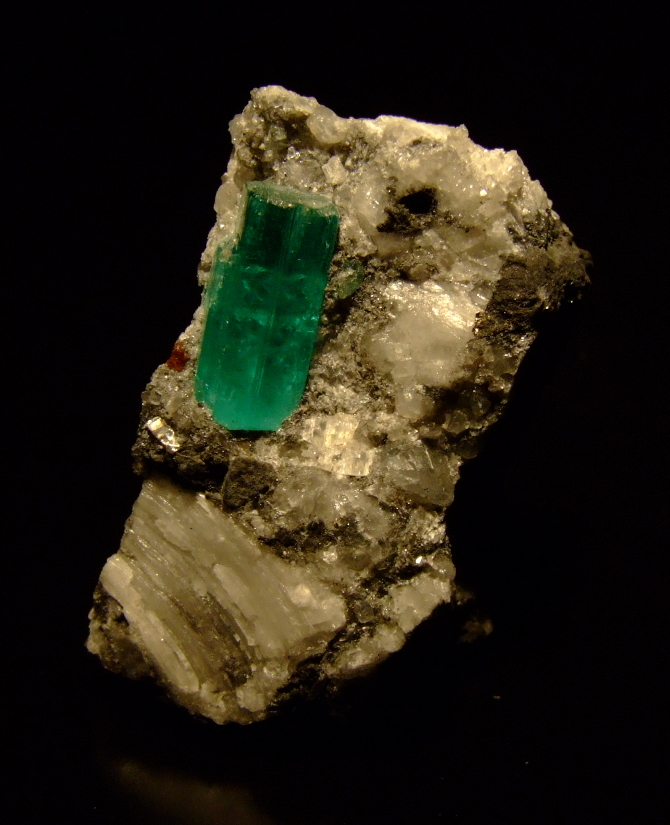
Las esmeraldas son uno de los productos naturales más valiosos y exportados del país.

#### Minería y energía
El país fue el duodécimo mayor productor de carbón del mundo en 2018. En 2019, Colombia fue el vigésimo mayor productor de petróleo del mundo, con 791 000 barriles / día. Con relación a la energía hidroeléctrica, Colombia, en 2019, fue el decimocuarto productor mundial, con 51.5 TWh generados. En 2020 el país se ubicó en la posición 20 del mundo en términos de potencia instalada de energía hidroeléctrica (12.6 GW).
En minería, Colombia es el mayor productor mundial de esmeraldas. En la producción de oro, entre 2006 y 2017, el país produjo quince toneladas por año hasta 2007, cuando su producción aumentó significativamente, batiendo un récord de 66.1 toneladas extraídas en 2012. En 2017, extrajo 52.2 toneladas. El país se encuentra entre los 25 mayores productores de oro del mundo. En la producción de plata, en 2017 el país extrajo 15.5 toneladas.
En años recientes Colombia ha intensificado su explotación minera en razón del uso de nuevas tecnologías y de la llegada de inversionistas extranjeros al país.
La producción petrolífera colombiana con cerca de un millón de barriles diarios en 2012, lo convierte en el cuarto productor de América Latina y el sexto del continente.
En cuanto a minerales, cabe destacar la explotación de carbón, cuya cifra llegó a 85 millones de toneladas en 2011, y la producción y exportación de oro y esmeraldas. La producción de gas natural se estima, para 2011, en nueve mil millones de metros cúbicos.

#### Industria
El Banco Mundial hace anualmente una lista de los principales países fabricantes por el valor total de la fabricación. Según la lista de 2019, Colombia tendría la 46.ª industria más valiosa del mundo ($35 400 millones), detrás de México, Brasil, Venezuela y Argentina, pero por delante de Perú y Chile.
En el sector industrial destacan los textiles, la industria automotriz, la Industria química y la Industria petroquímica.
Colombia tiene una pequeña producción de vehículos, lo que la colocó en el puesto cuarenta del mundo en 2019. El país fue el 14.º productor mundial de cerveza (de cebada) en 2018.

### Sector terciario

#### Comercio

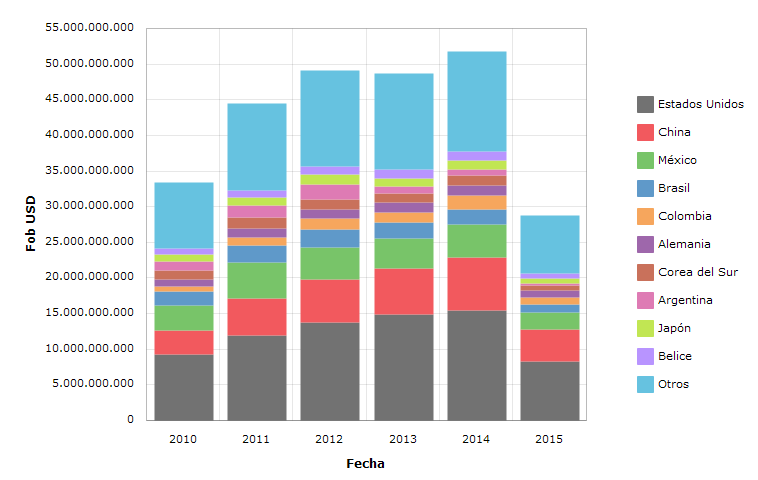
Importaciones de Colombia del periodo 2010-hasta agosto de 2015 expresadas en USD valor FOB. Fuente.

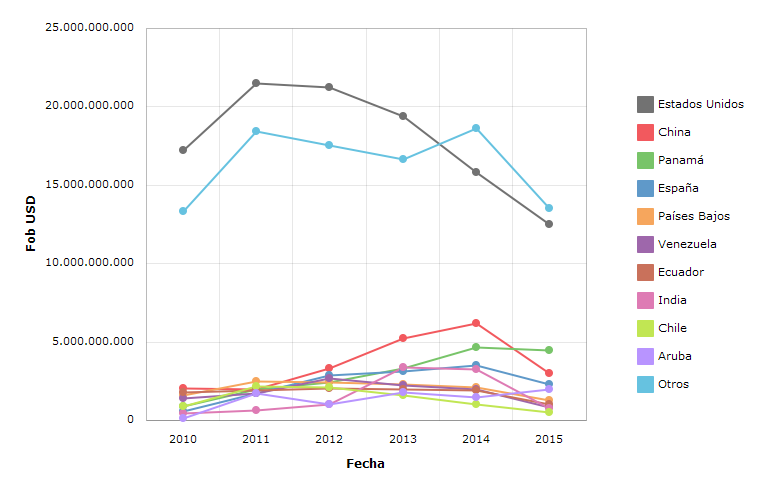
Exportaciones de Colombia del periodo 2010-hasta agosto de 2015 expresadas en USD valor FOB. Fuente.

##### Comercio exterior
En 2020, Colombia fue el 55.º mayor exportador (por exportaciones de mercancías) del mundo ($39 000 millones), 0.2 % del total mundial.
La producción-especulación es un concepto aplicado por José Antonio Ocampo para explicar el atraso de la industria colombiana de exportación frente a otros sectores productivos similares en otras partes del mundo que según él dificultó la capacidad de ofrecer un producto de calidad uniforme en el mercado mundial. A este aspecto agrega que dada la situación de los movimientos en los precios internacionales y al no favorecer las condiciones del mercado produjo que los encargados del sistema exportador simplemente abandonaran la producción de determinado producto y buscaran otras salidas a su capital.
El ingreso de Colombia en la economía mundial solo favoreció a las zonas que estuvieron en la capacidad de aprovechar las alternativas que les ofreció el mercado, desarrollado desde la Colonia. Situación que continuó con el aumento significativo de su población, de los poderes regionales a través de la participación política, y el desarrollo de una incipiente infraestructura, casi siempre puesta en marcha con su arteria fluvial más importante, el Magdalena.
Por otra parte, Colombia ha suscrito y puesto en vigencia varios Tratados de Libre Comercio como parte de la política de apertura económica; entre ellos, cabe destacar el Tratado de Libre Comercio con Estados Unidos, Tratado de Libre Comercio con Canadá, México, Unión Europea, Japón, Alianza del Pacífico entre otros.

#### Transporte

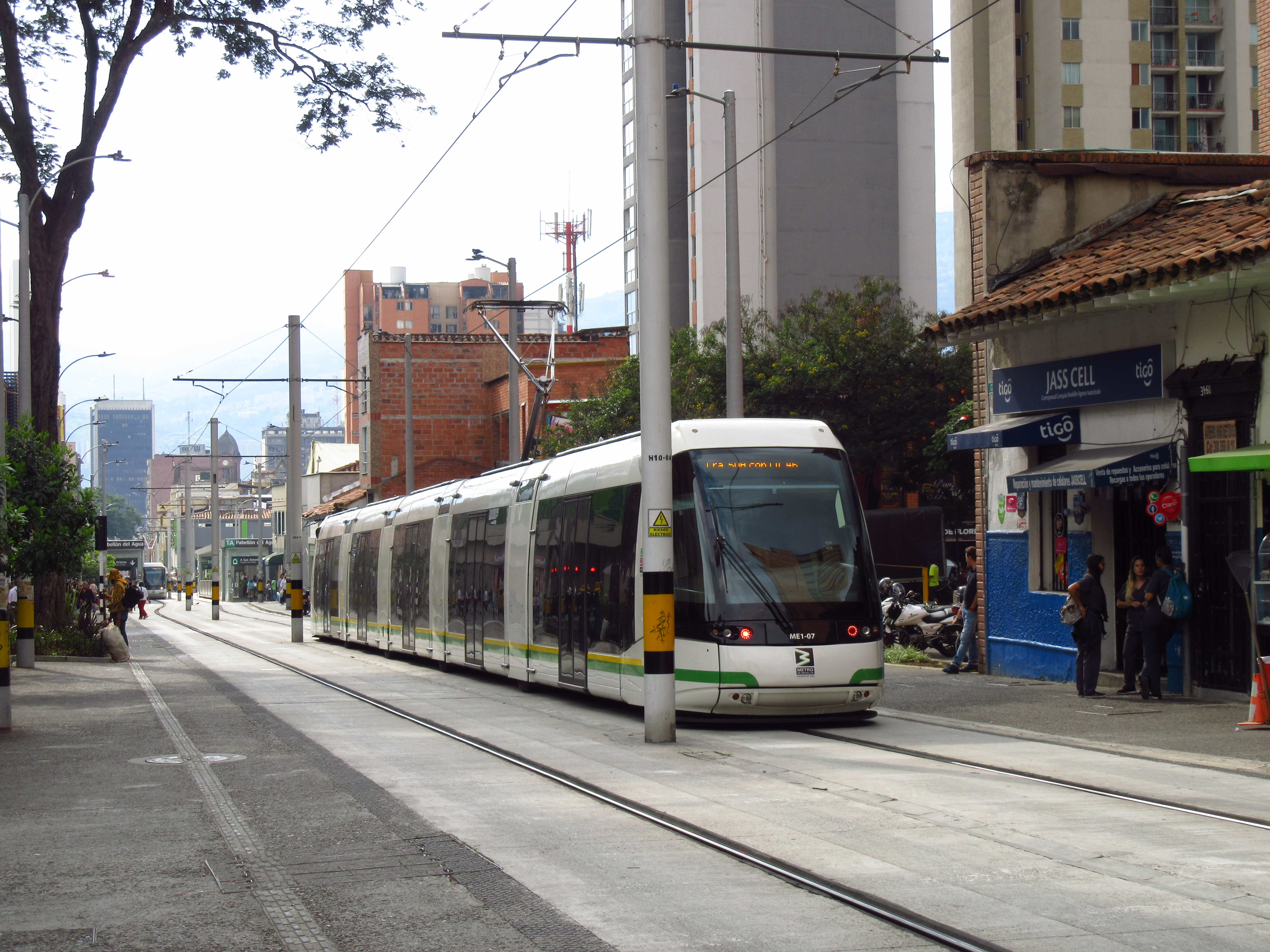
Tranvía en Medellín

Las infraestructuras de transporte de Colombia están reguladas dentro de las funciones del Ministerio de Transporte, el cual lleva procesos de la mano con la autoridad ambiental la Unidad de Planeación Mineroenergética, la empresa Colombiana de Petróleos (Ecopetrol), el Ministerio de Minas y Energía y otras entidades de índole estatal.

#### Sector cuaternario
La principal bolsa de Colombia es la Bolsa de Valores de Colombia (BVC), denominación que se da luego de la fusión entre las bolsas de Bogotá, Medellín, y Occidente.
| Año    | Periodo | Agricultura, ganadería, caza, silvicultura y pesca | Explotación de minas y canteras | Industrias manufactureras | Suministro de electricidad, gas y agua | Construcción | Comercio, reparación, restaurantes y hoteles | Transporte, almacenamiento y comunicaciones | Establecimientos financieros, seguros, actividades inmobiliarias y servicios a las empresas | Actividades de servicios sociales, comunales y personales | Subtotal Valor Agregado | IVA no deducible | Derechos e impuestos sobre las importaciones | Impuestos excepto IVA | Subvenciones | Total Impuestos 1 | Producto Interno Bruto |
| 2015P  | I       | 7965                                               | 9517                            | 14 396                    | 4511                                   | 9386         | 15 998                                       | 9591                                        | 26 543                                                                                      | 20 077                                                    | 118 585                 | 7804             | 1995                                         | 3247                  | 225          | 12 638            | 131 202                |
| 2015P  | II      | 8077                                               | 9462                            | 14 561                    | 4572                                   | 9808         | 16 122                                       | 9524                                        | 26 675                                                                                      | 20 193                                                    | 119 522                 | 7743             | 1953                                         | 3257                  | 242          | 12 597            | 132 031                |
| 2015P  | III     | 8230                                               | 9222                            | 14 856                    | 4647                                   | 9542         | 16 390                                       | 9773                                        | 27 122                                                                                      | 20 673                                                    | 120 975                 | 7816             | 1960                                         | 3320                  | 256          | 12 741            | 133 708                |
| 2015P  | IV      | 8260                                               | 9164                            | 14 970                    | 4651                                   | 9706         | 16 420                                       | 9654                                        | 27 407                                                                                      | 20 800                                                    | 121 609                 | 7819             | 1903                                         | 3396                  | 257          | 12 732            | 134 321                |
| 2015P  | Anual   | 32 532                                             | 37 365                          | 58 783                    | 18 381                                 | 38 442       | 64 930                                       | 38 542                                      | 107 747                                                                                     | 81 743                                                    | 480 691                 | 31 182           | 7811                                         | 13 220                | 980          | 50 708            | 531 262                |
| 2016Pr | I       | 7945                                               | 9082                            | 14 975                    | 4639                                   | 9879         | 16 450                                       | 9689                                        | 27 695                                                                                      | 20 777                                                    | 121 662                 | 7917             | 1845                                         | 3473                  | 251          | 12 804            | 134 473                |
| 2016Pr | II      | 8129                                               | 8815                            | 15 349                    | 4546                                   | 9889         | 16 430                                       | 9541                                        | 28 071                                                                                      | 20 900                                                    | 122 242                 | 7967             | 1910                                         | 3559                  | 243          | 13 086            | 135 281                |
| 2016Pr | III     | 8179                                               | 8617                            | 15 071                    | 4582                                   | 10 223       | 16 497                                       | 9623                                        | 28 416                                                                                      | 20 901                                                    | 122 573                 | 7978             | 1856                                         | 3313                  | 241          | 12 817            | 135 374                |
| 2016Pr | IV      | 8444                                               | 8404                            | 15 123                    | 4624                                   | 10 009       | 16 711                                       | 9632                                        | 28 899                                                                                      | 20 988                                                    | 123 481                 | 8131             | 1942                                         | 3383                  | 242          | 13 094            | 136 547                |
| 2016Pr | Anual   | 32 697                                             | 34 918                          | 60 518                    | 18 391                                 | 40 000       | 66 088                                       | 38 485                                      | 113 081                                                                                     | 83 566                                                    | 489 958                 | 31 993           | 7553                                         | 13 728                | 977          | 51 801            | 541 675                |
| 2017Pr | I       | 8561                                               | 8253                            | 15 029                    | 4614                                   | 9798         | 16 378                                       | 9607                                        | 29 004                                                                                      | 21 362                                                    | 123 104                 | 8209             | 1784                                         | 3595                  | 249          | 13 150            | 136 201                |
| 2017Pr | II      | 8451                                               | 8316                            | 14 834                    | 4606                                   | 9916         | 16 601                                       | 9612                                        | 29 131                                                                                      | 21 511                                                    | 123 568                 | 8461             | 1830                                         | 3577                  | 244          | 13 513            | 136 936                |
| 2017Pr | III     | 8762                                               | 8434                            | 14 974                    | 4667                                   | 10 004       | 16 732                                       | 9644                                        | 29 321                                                                                      | 21 564                                                    | 124 538                 | 8607             | 1792                                         | 3397                  | 245          | 13 452            | 138 021                |

P Cifras provisionales
Pr Cifras preliminares

## Indicadores económicos

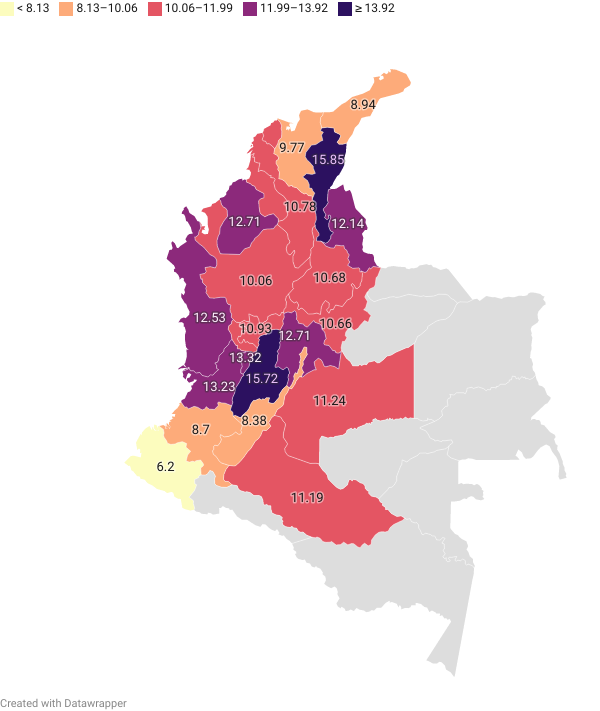
Tasa de desempleo en 23 departamentos de Colombia y Bogotá en el trimestre movil Octubre - Diciembre de 2022.

### Pobreza y desigualdad
Después de la crisis de 1999, la pobreza en Colombia ha tenido una tendencia decreciente. El porcentaje de colombianos bajo la línea de pobreza monetaria cayó de 50 % en 2002 a 28 % en 2013. El porcentaje de pobres extremos cayó de 18 % a 9 % en el mismo periodo. La pobreza multidimensional cayó de 30 % a 18 % entre 2010 y 2016.

### Economía colombiana a nivel continental
| Países de América Latina según el tamaño de su Economía PIB (producto interno bruto) para 2020                                                       | Países de América Latina según el tamaño de su Economía PIB (producto interno bruto) para 2020 | Países de América Latina según el tamaño de su Economía PIB (producto interno bruto) para 2020 | Países de América Latina según el tamaño de su Economía PIB (producto interno bruto) para 2020 | Países de América Latina según el tamaño de su Economía PIB (producto interno bruto) para 2020 | Países de América Latina según el tamaño de su Economía PIB (producto interno bruto) para 2020 |
| N.º | País                                                                                           | PIB nominal (millones de USD)                                                                  | Habitantes                                                                                     | PIB per cápita Nominal                                                                         | Artículo Principal                                                                             |
| --- | ---------------------------------------------------------------------------------------------- | ---------------------------------------------------------------------------------------------- | ---------------------------------------------------------------------------------------------- | ---------------------------------------------------------------------------------------------- | ---------------------------------------------------------------------------------------------- |
| 1° | Brasil                                                                                         | 1 893 010                                                                                      | 211 millones                                                                                   | 8955 USD                                                                                       | Economía Brasileña                                                                             |
| 2° | México                                                                                         | 1 322 489                                                                                      | 127 millones                                                                                   | 10 405 USD                                                                                     | Economía Mexicana                                                                              |
| 3° | Argentina                                                                                      | 443 249                                                                                        | 45 millones                                                                                    | 9730 USD                                                                                       | Economía Argentina                                                                             |
| 4° | Colombia                                                                                       | 352 281                                                                                        | 50 millones                                                                                    | 7041 USD                                                                                       | Economía Colombiana                                                                            |
| 5° | Chile                                                                                          | 308 505                                                                                        | 19 millones                                                                                    | 15 854 USD                                                                                     | Economía Chilena                                                                               |
| 6° | Perú                                                                                           | 240 175                                                                                        | 32 millones                                                                                    | 7316 USD                                                                                       | Economía Peruana                                                                               |
| 7° | Ecuador                                                                                        | 109 444                                                                                        | 17 millones                                                                                    | 6250 USD                                                                                       | Economía Ecuatoriana                                                                           |
| 8° | República Dominicana                                                                           | 96 291                                                                                         | 10 millones                                                                                    | 9194 USD                                                                                       | Economía Dominicana                                                                            |
| 9° | Guatemala                                                                                      | 86 397                                                                                         | 17 millones                                                                                    | 4807 USD                                                                                       | Economía Guatemalteca                                                                          |
| 10° | Panamá                                                                                         | 73 369                                                                                         | 4 millones                                                                                     | 17 148 USD                                                                                     | Economía Panameña                                                                              |
| 11° | Costa Rica                                                                                     | 65 179                                                                                         | 5 millones                                                                                     | 12 690 USD                                                                                     | Economía Costarricense                                                                         |
| 12° | Uruguay                                                                                        | 62 921                                                                                         | 3 millones                                                                                     | 17 818 USD                                                                                     | Economía Uruguaya                                                                              |
| 13° | Venezuela                                                                                      | 62 917                                                                                         | 27 millones                                                                                    | 2457 USD                                                                                       | Economía Venezolana                                                                            |
| 14° | Bolivia                                                                                        | 45 253                                                                                         | 11 millones                                                                                    | 4090 USD                                                                                       | Economía Boliviana                                                                             |
| 15° | Paraguay                                                                                       | 42 826                                                                                         | 7 millones                                                                                     | 5904 USD                                                                                       | Economía Paraguaya                                                                             |
| 16° | El Salvador                                                                                    | 27 918                                                                                         | 6 millones                                                                                     | 4126 USD                                                                                       | Economía Salvadoreña                                                                           |
| 17° | Honduras                                                                                       | 25 314                                                                                         | 9 millones                                                                                     | 2593 USD                                                                                       | Economía Hondureña                                                                             |
| 18° | Trinidad y Tobago                                                                              | 23 251                                                                                         | 1 millón                                                                                       | 16 757 USD                                                                                     | Economía Trinitense                                                                            |
| 19° | Jamaica                                                                                        | 16 474                                                                                         | 2 millones                                                                                     | 5698 USD                                                                                       | Economía Jamaiquina                                                                            |
| 20° | Bahamas                                                                                        | 12 815                                                                                         | 380 000                                                                                        | 33 286 USD                                                                                     | Economía Bahameña                                                                              |
| 21° | Nicaragua                                                                                      | 12 331                                                                                         | 6 millones                                                                                     | 1869 USD                                                                                       | Economía Nicaragüense                                                                          |
| 22° | Haití                                                                                          | 8709                                                                                           | 11 millones                                                                                    | 765 USD                                                                                        | Economía Haitiana                                                                              |
| 23° | Guyana                                                                                         | 8065                                                                                           | 780 000                                                                                        | 10 249 USD                                                                                     | Economía Guyanesa                                                                              |
| 24° | Barbados                                                                                       | 5322                                                                                           | 280 000                                                                                        | 18 486 USD                                                                                     | Economía Barbadense                                                                            |
| 25° | Surinam                                                                                        | 4162                                                                                           | 600 000                                                                                        | 6875 USD                                                                                       | Economía Surinamesa                                                                            |
| 26° | Santa Lucía                                                                                    | 2103                                                                                           | 180 000                                                                                        | 11 619 USD                                                                                     | Economía Santalucense                                                                          |
| 27° | Belice                                                                                         | 2076                                                                                           | 410 000                                                                                        | 4978 USD                                                                                       | Economía Beliceña                                                                              |
| 28° | Antigua y Barbuda                                                                              | 1779                                                                                           | 90 000                                                                                         | 18 887 USD                                                                                     | Economía Antiguana                                                                             |
| 29° | Granada                                                                                        | 1295                                                                                           | 100 000                                                                                        | 11 848 USD                                                                                     | Economía Granadina                                                                             |
| 30° | San Cristóbal y Nieves                                                                         | 1087                                                                                           | 50 000                                                                                         | 19 023 USD                                                                                     | Economía Sancristobaleña                                                                       |
| 31° | San Vicente y las Granadinas                                                                   | 893                                                                                            | 110 000                                                                                        | 8080 USD                                                                                       | Economía Sanvicentina                                                                          |
| 32° | Dominica                                                                                       | 633                                                                                            | 70 000                                                                                         | 8948 USD                                                                                       | Economía Dominiquesa                                                                           |
| Nota: La Economía de Brasil alcanza el 1 Billón, 800 mil millones de dólares La Economía de México alcanza el 1 Billón, 300 mil millones de dólares. |                                                                                                |                                                                                                |                                                                                                |                                                                                                |                                                                                                |

## Moneda
La unidad monetaria de Colombia es el peso colombiano. Su símbolo es COP, pero informalmente es conocida y abreviada como COL$. (A diferencia del dólar, el signo del peso colombiano es $ con las dos líneas sobre la letra, y no una). La moneda es emitida y controlada por el Banco de la República de Colombia, entidad fundada encargada de emitir, manejar y controlar los movimientos monetarios de Colombia, así como de emitir la moneda de curso legal en el país, el peso.
El peso ha sido la moneda en Colombia desde 1810, año en el cual se remplazó el real a una tasa de cambio de 1 peso=8 reales. En la actualidad circulan las monedas de cincuenta, cien, doscientos, quinientos y mil pesos, mientras que los billetes son de mil, dos mil, cinco mil, diez mil, veinte mil, cincuenta mil y cien mil pesos.